# Premiul criticilor de film din New York pentru cel mai bun scenariu
Premiul criticilor de film din New York pentru cel mai bun scenariu este un premiu anual acordat de New York Film Critics Circle.

## Câștigători

### Anii 1950
| An   | Câștigător(i)               | Scenarist(i)                             | Sursă                  |
| ---- | --------------------------- | ---------------------------------------- | ---------------------- |
| 1956 | Around the World in 80 Days | James Poe, John Farrow și S. J. Perelman | roman de Jules Verne   |
| 1957 | Nu s-a acordat              | Nu s-a acordat                           | Nu s-a acordat         |
| 1958 | The Defiant Ones            | Nedrick Young și Harold Jacob Smith      | —                      |
| 1959 | Anatomy of a Murder         | Wendell Mayes                            | roman de Robert Traver |

### Anii 1960
| An   | Câștigător(i)             | Scenarist(i)                          | Sursă                               |
| ---- | ------------------------- | ------------------------------------- | ----------------------------------- |
| 1960 | The Apartment             | I. A. L. Diamond și Billy Wilder      | —                                   |
| 1961 | Judgment at Nuremberg     | Abby Mann                             | scenariu TV de Abby Mann            |
| 1962 | Nu s-a acordat            | Nu s-a acordat                        | Nu s-a acordat                      |
| 1963 | Hud                       | Irving Ravetch and Harriet Frank, Jr. | Horseman, Pass By de Larry McMurtry |
| 1964 | The Servant               | Harold Pinter                         | roman de Robin Maugham              |
| 1965 | Nu s-a acordat            | Nu s-a acordat                        | Nu s-a acordat                      |
| 1966 | Un om pentru eternitate   | Robert Bolt                           | teatru de Robert Bolt               |
| 1967 | Bonnie and Clyde          | David Newman ași d Robert Benton      | —                                   |
| 1968 | Pretty Poison             | Lorenzo Semple Jr.                    | roman de Stephen Geller             |
| 1969 | Bob & Carol & Ted & Alice | Paul Mazursky și Larry Tucker         | —                                   |

### Anii 1970
| An   | Câștigător(i)                                    | Scenarist(i)                                         | Sursă                   |
| ---- | ------------------------------------------------ | ---------------------------------------------------- | ----------------------- |
| 1970 | My Night at Maud's (Ma nuit chez Maud)           | Éric Rohmer                                          | —                       |
| 1971 | The Last Picture Show                            | Larry McMurtry și Peter Bogdanovich                  | roman de Larry McMurtry |
| 1971 | Sunday Bloody Sunday                             | Penelope Gilliatt                                    | —                       |
| 1972 | Cries and Whispers (Viskningar och rop)          | Ingmar Bergman                                       | —                       |
| 1973 | American Graffiti                                | George Lucas, Gloria Katz and Willard Huyck          | —                       |
| 1974 | Scenes from a Marriage (Scener ur ett äktenskap) | Ingmar Bergman                                       | —                       |
| 1975 | The Story of Adele H. (L'Histoire d'Adèle H.)    | François Truffaut, Suzanne Schiffman și Jean Gruault | jurnale de Adèle Hugo   |
| 1976 | Network                                          | Paddy Chayefsky                                      | —                       |
| 1977 | Annie Hall                                       | Woody Allen și Marshall Brickman                     | —                       |
| 1978 | An Unmarried Woman                               | Paul Mazursky                                        | —                       |
| 1979 | Breaking Away                                    | Steve Tesich                                         | —                       |

### Anii 1980
| An   | Câștigător(i)            | Scenarist(i)                     | Sursă |
| ---- | ------------------------ | -------------------------------- | ----- |
| 1980 | Melvin and Howard        | Bo Goldman                       | —     |
| 1981 | Atlantic City            | John Guare                       | —     |
| 1982 | Tootsie                  | Larry Gelbart și Murray Schisgal | —     |
| 1983 | Local Hero               | Bill Forsyth                     | —     |
| 1984 | Places in the Heart      | Robert Benton                    | —     |
| 1985 | The Purple Rose of Cairo | Woody Allen                      | —     |
| 1986 | My Beautiful Laundrette  | Hanif Kureishi                   | —     |
| 1987 | Broadcast News           | James L. Brooks                  | —     |
| 1988 | Bull Durham              | Ron Shelton                      | —     |
| 1989 | Drugstore Cowboy         | Gus Van Sant și Daniel Yost      | —     |

### Anii 1990
| An   | Câștigător(i)         | Scenarist(i)                     | Sursă                         |
| ---- | --------------------- | -------------------------------- | ----------------------------- |
| 1990 | Mr. & Mrs. Bridge     | Ruth Prawer Jhabvala             | romane de Evan S. Connell     |
| 1991 | Naked Lunch           | David Cronenberg                 | roman de William S. Burroughs |
| 1992 | The Crying Game       | Neil Jordan                      | —                             |
| 1993 | The Piano             | Jane Campion                     | —                             |
| 1994 | Pulp Fiction          | Quentin Tarantino și Roger Avary | —                             |
| 1995 | Sense and Sensibility | Emma Thompson                    | roman de Jane Austen          |
| 1996 | Mother                | Albert Brooks și Monica Johnson  | —                             |
| 1997 | L.A. Confidential     | Curtis Hanson și Brian Helgeland | roman de James Ellroy         |
| 1998 | Shakespeare in Love   | Marc Norman și Tom Stoppard      | —                             |
| 1999 | Election              | Alexander Payne și Jim Taylor    | roman by Tom Perrotta         |

### Anii 2000
| An   | Câștigător(i)                | Scenarist(i)                                                      | Sursă                            |
| ---- | ---------------------------- | ----------------------------------------------------------------- | -------------------------------- |
| 2000 | You Can Count on Me          | Kenneth Lonergan                                                  | —                                |
| 2001 | Gosford Park                 | Julian Fellowes                                                   | —                                |
| 2002 | Adaptation.                  | Charlie și Donald Kaufman                                         | The Orchid Thief de Susan Orlean |
| 2003 | The Secret Lives of Dentists | Craig Lucas                                                       | roman de Jane Smiley             |
| 2004 | Sideways                     | Alexander Payne și Jim Taylor                                     | roman de Rex Pickett             |
| 2005 | The Squid and the Whale      | Noah Baumbach                                                     | —                                |
| 2006 | The Queen                    | Peter Morgan                                                      | —                                |
| 2007 | No Country for Old Men       | Joel și Ethan Coen                                                | roman de Cormac McCarthy         |
| 2008 | Rachel Getting Married       | Jenny Lumet                                                       | —                                |
| 2009 | In the Loop                  | Jesse Armstrong & Simon Blackwell & Armando Iannucci & Tony Roche | —                                |

### Anii 2010
| An   | Câștigător(i)            | Scenarist(i)                                  | Sursă                         |
| ---- | ------------------------ | --------------------------------------------- | ----------------------------- |
| 2010 | The Kids Are All Right   | Stuart Blumberg și Lisa Cholodenko            | —                             |
| 2011 | Moneyball                | Steven Zaillian, Aaron Sorkin și Stan Chervin | roman de Michael Lewis        |
| 2012 | Lincoln                  | Tony Kushner                                  | roman de Doris Kearns Goodwin |
| 2013 | American Hustle          | Eric Warren Singer și David O. Russell        | —                             |
| 2014 | The Grand Budapest Hotel | Wes Anderson                                  | romane de Stefan Zweig        |
| 2015 | Carol                    | Phyllis Nagy                                  | roman de Patricia Highsmith   |

## Vezi și
- Premiul criticilor de film din New York
- Premiul criticilor de film din New York pentru cel mai bun film
- Premiul criticilor de film din New York pentru cel mai bun actor
- Premiul criticilor de film din New York pentru cea mai bună actriță
- Premiul criticilor de film din New York pentru cel mai bun regizor
- Premiul criticilor de film din New York pentru cel mai bun actor în rol secundar
- Premiul criticilor de film din New York pentru cea mai bună actriță în rol secundar